# Louis Auguste Broët
Pour les articles homonymes, voir Broët.
Louis Auguste Broët est un homme politique français né le 29 décembre 1811 à Bourg-Saint-Andéol (Ardèche) et décédé le 10 février 1884 à Paris.

## Biographie
Collaborateur au Journal des Débats, il est saint-simonien et secrétaire général de la Compagnie des chemins de fer de Paris à Lyon et à la Méditerranée. Il est député de l'Ardèche de 1871 à 1876, siégeant au centre droit, et inscrit à la réunion Feray.
Le 15 juillet 1862, il épouse à Paris 7e, Gabrielle de Lagrené (1835-1884), fille de Théodore de Lagrené. diplomate, pair de France, puis député, et de Barbe ou Varinka de Doubenski. Il en a un fils, Théodose Louis Antoine Broët (1870-1908).

## Sources
- « Louis Auguste Broët », dans Adolphe Robert et Gaston Cougny, Dictionnaire des parlementaires français, Edgar Bourloton, 1889-1891 [détail de l’édition]